# Phelotrupes orientalis
Phelotrupes orientalis es una especie de coleóptero de la familia Geotrupidae.

## Distribución geográfica
Habita en el Tíbet, Pakistán,  China, Bután,  Nepal, Assam y Sikkim.